# Äppelbanan
Äppelbanan (Musa acuminata × Musa balbisiana 'Silk') är en hybrid mellan Musa acuminata och Musa balbisiana i gruppen banan (Musa dessertbanan-gruppen) som odlas i tropiska delar av världen.